# Висока пословна школа струковних студија Чачак
Висока пословна школа струковних студија Чачак је високообразовна установа у Чачку. Школа се налази на адреси ул. Градски парк 2, 3200 Чачак.

## Историјат високе школе
Висока пословна школа струковних студија „Чачак“ основана је 2005. године.

## Студијски програми
Информације о студијским програмима
| Економија и бизнис, основне студије у трајању од 3 године Економија услуга, мастер студије у трајању од 2 године Пословно управљање, специјалистичке студије у трајању од 1 године |

Право учешћа на конкурсу за упис у прву годину студија имају кандидати који су завршили четворогодишње или трогодишње средње образовање и који положе пријемни испит. Пријемни испит, упис и настава обављаће се у Београду.
Кандидати полажу пријемни испит из Основа економије и Информатике, а кандидати са трогодишњим средњошколским образовањем и два допунска испита по посебном програму школе у току првог семестра. Пријемни испит се полаже у Београду.
Прва и друга година студија су заједничке за све студенте. На трећој години студенти се опредељују за један од 2 модула:
- Трговина и маркетинг и
- Финансијски менаџмент.[7]